# Heterocampa
Heterocampa là một chi bướm đêm thuộc họ Notodontidae.

## Các loài
- Heterocampa astarte Doubleday, 1841
- Heterocampa astartoides Benjamin, 1932
- Heterocampa simulans Barnes & Benjamin, 1924
- Heterocampa rufinans  (Dyar, 1921)
- Heterocampa secessionis Benjamin, 1932
- Heterocampa varia Walker, 1855
- Heterocampa obliqua Packard, 1864
- Heterocampa cubana Grote, 1866
- Heterocampa subrotata Harvey, 1874
- Heterocampa ditta Barnes & McDunnough, 1910
- Heterocampa benitensis Blanchard, 1971
- Heterocampa belfragei Grote, 1879
- Heterocampa incongrua Barnes & Benjamin, 1924
- Heterocampa umbrata Walker, 1855
- Heterocampa averna Barnes & McDunnough, 1910
- Heterocampa amanda Barnes & Lindsey, 1921
- Heterocampa lunata Hy. Edwards, 1884
- Heterocampa guttivitta (Walker, 1855)
- Heterocampa edwardsi Druce, 1887
- Heterocampa biundata Walker, 1855
- Heterocampa ruficornis Dyar, 1905
- Heterocampa zayasi Torre & Alayo, 1959
- Heterocampa dardania Druce, 1887
- Heterocampa sylla Druce, 1887
- Heterocampa manethusa Druce, 1887
- ?Heterocampa manteo  (Doubleday, 1869)